# Léon Jongen
Pour les articles homonymes, voir Jongen.
 (mai 2024).
Si vous disposez d'ouvrages ou d'articles de référence ou si vous connaissez des sites web de qualité traitant du thème abordé ici, merci de compléter l'article en donnant les références utiles à sa vérifiabilité et en les liant à la section « Notes et références ».
Léon Jongen (né à Liège le 2 mars 1884 et mort à Bruxelles le 18 novembre 1969) est un compositeur, pianiste, chef d'orchestre et professeur belge. Il est le frère du compositeur Joseph Jongen.

## Biographie
Après des études au conservatoire de Liège, il remporte le Premier Prix de Rome belge avec sa cantate Les fiancés de Noël (1913). Il succède à son frère Joseph Jongen à l'orgue de l'église Saint-Jacques de Liège.
Il effectue de nombreux voyages en Asie (Chine, Indochine, Japon) et au Maroc. Installé au Tonkin, il est nommé directeur de la musique et premier chef d'orchestre de l'Opéra français de Hanoï. Nommé professeur de fugue au Conservatoire royal de Bruxelles à son retour en Belgique en 1934, il succède ensuite à son frère comme directeur de cet établissement de 1939 à 1949. Il est aussi recteur de la Chapelle musicale Reine Élisabeth (1956).

## Décorations
- Grand officier de l'ordre de Léopold
- Grand officier de l'ordre de la Couronne
- Chevalier de la Légion d'honneur

## Liste d'œuvres
Il est l'auteur de nombreuses œuvres lyriques et instrumentales. Son concerto pour violon a été l'œuvre imposée au Concours musical international Reine Élisabeth de Belgique de 1963.
- Geneviève de Brabant - pour soli, chœur d'hommes et orchestre (1907)
- Étude symphonique pour servir de prélude à l'Œdipe Roi (1908)
- Les fiancés de Noël - pour soli, chœur et orchestre (1913)
- Le rêve d'une nuit de Noël - pour chœurs d'hommes et d'enfants et orchestre (1917)
- Quatuor - pour 2 violons, alto et violoncelle (1919) - édition réalisée par Adrien Tsilogiannis
- Thomas l'Agnelet, gentilhomme de fortune - pour Soli, chœurs et orchestre (1922)
- In Memoriam Regis - pour orgue (1934)
- Malaisie - pour orchestre (1935)
- Venezuela - pour orchestre de chambre (1936)
- Trilogie de psaumes - pour chœur à 4 voix mixtes, orchestre et orgue (1937)
- Trio - pour hautbois, clarinette et basson (1937)
- Tempo di Mazurka - pour violoncelle et pano (1937)
- Rapsodia Belgica - pour violon et orchestre (1948)
- Humoresque - pour hautbois et piano (1952)
- Pastorale et gigue - pour clarinette et piano (ou alto et piano) (1955)
- Le masque de la mort rouge - pour orchestre (1956)
- Concerto - pour violon (1963)